# Please Don't Leave Me
Please Don't Leave Me —en español: Por favor no me dejes—  es el tercer sencillo lanzado del álbum Funhouse de la cantante pop rock Pink. El sencillo fue editado primero en Australia debutando en la posición 46 y en el Australia Airplay en la posición 9 siendo este uno de los más altos debuts en esta lista. La canción está posicionándose bien en las listas musicales en sus primeras etapas de lanzamiento.

## Vídeo
El vídeo de la canción se filtró por Internet el 23 de enero de 2009 en YouTube. Al comienzo del vídeo se muestra a la cantante discutiendo con su novio, el cual resbala por las escaleras; Pink se aprovecha de esto para hacerle sufrir torturándolo. Al final la cantante se cae desde el piso de arriba, quedando inconsciente en el suelo; en ese momento llegan la policía y los médicos.
El vídeo produjo polémica en algunos países, por lo cual se lanzó una versión con algunas de las escenas violentas censuradas. De igual forma, el vídeo censurado muestra escenas que en el primero no se habían visto.
El vídeo musical tiene una clara alusión a la escena de la película El resplandor de Stanley Kubrick y es una ligera parodia de Misery.

## Posicionamiento en lista
Please Don't Leave Me ha recibido una gran aceptación por parte del público lo cual se demuestra en sus ventas ya que ha logrado más de 2.8 millones de copias vendidas. Logró entrar al Top 20 de países como Australia, Turquía, Nueva Zelanda, Estados Unidos y otros.
| Listas (2009)                 | Posiciones |
| ----------------------------- | ---------- |
| Australian ARIA Singles Chart | 11         |
| Austria                       | 5          |
| Canada                        | 8          |
| República Checa               | 12         |
| Dinamarca                     | 25         |
| Holanda                       | 19         |
| Europa                        | 17         |
| Finnish Singles Chart         | 17         |
| Alemania                      | 8          |
| Greek Airplay Chart           | 13         |
| Irish Singles Chart           | 10         |
| Nueva Zelanda                 | 19         |
| Polonia                       | 1          |
| Rumania                       | 4          |
| Suecia                        | 16         |
| Suiza                         | 12         |
| Turquía                       | 12         |
| UK Singles Chart              | 12         |
| Ukrainian Airplay Chart       | 5          |
| U.S Billboard Hot 100         | 18         |
| U.S Billboard Pop 100         | 15         |

### Certificaciones
| País           | Certificación | Ventas    |
| -------------- | ------------- | --------- |
| Australia      | Oro           | 35,000+   |
| Austria        | Oro           | 15,000+   |
| Alemania       | Oro           | 150,000+  |
| Estados Unidos | Oro           | 852,236   |
| Mundo          |               | 3.053.000 |